# Cuareim 1080

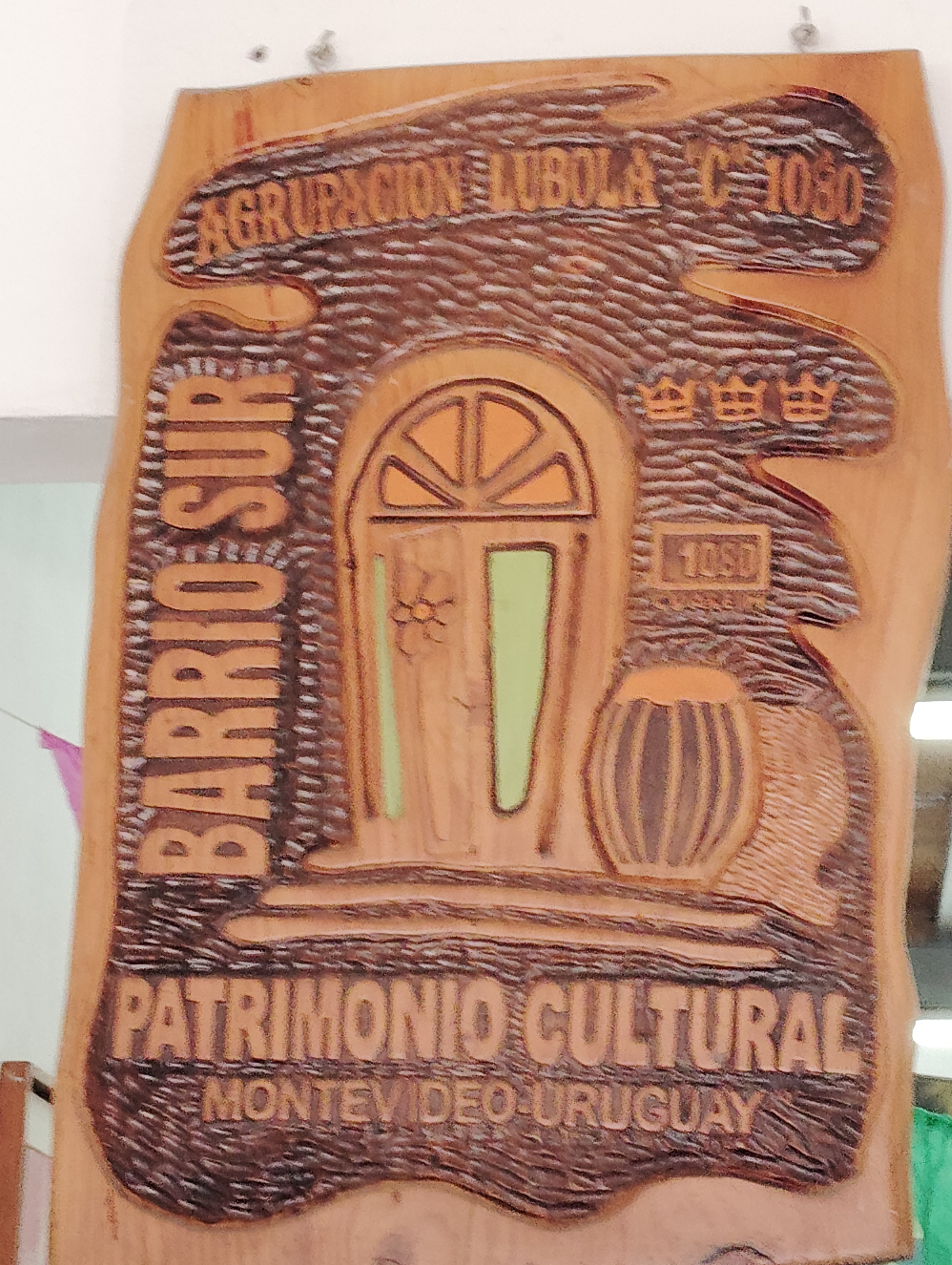
Mural tallado en madera perteneciente a la Asociación Cultural C1080.

Cuareim 1080 es una comparsa lubola creada por Margarita Barrios y Waldemar Silva en 1999 en Montevideo, Uruguay.

## Orígenes
Fundada en 1999 por Waldemar «Cachila» Silva y Margarita Barrios.
Su nombre tiene que ver con el lugar de donde proviene. Situado en el Barrio Sur, se encuentra el Conventillo Mediomundo, donde la "C" corresponde a la calle donde estaba ubicada la entrada al mismo y el número corresponde al de puerta. Asentado en una parte de Montevideo poco querida por los fuertes vientos que golpean las modestas viviendas del lugar.

## Trayectoria
Ha obtenido varios primeros premios en desfiles de llamadas y concursos oficiales de carnaval.

## Posiciones
Resultados obtenidos desde su ingreso al carnaval en el año 1999.

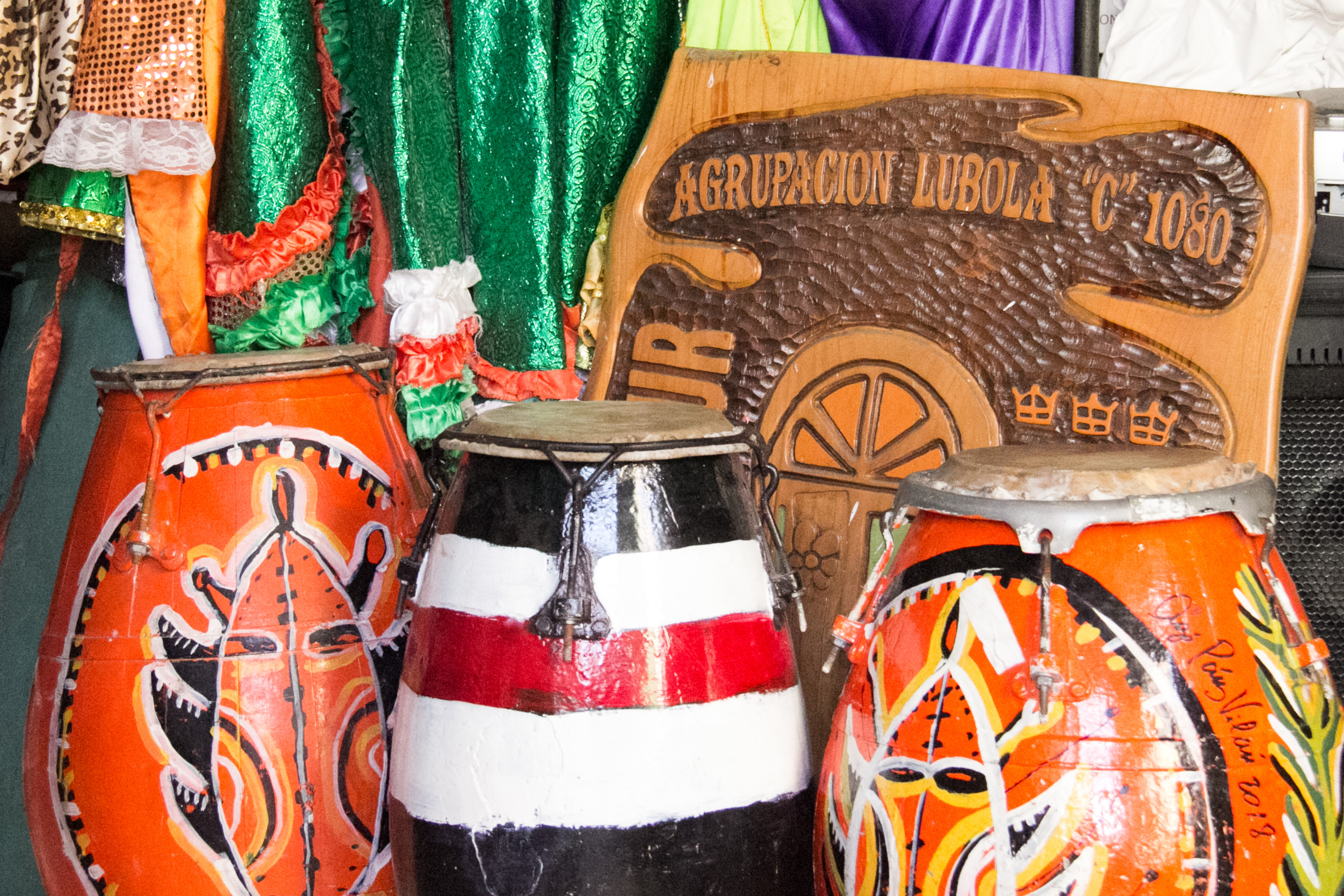
Fotografía en el local de C1080

| 1999 | 2000 | 2001 | 2002 | 2003 | 2004 | 2005 | 2006 | 2007 | 2008 | 2009 |
| ---- | ---- | ---- | ---- | ---- | ---- | ---- | ---- | ---- | ---- | ---- |
| 7º   | 4º   | 8º   | 4º   | 1º   | 1º   | 1º   | 2º   | 3º   | 4º   | 5º   |

| 2010 | 2011 | 2012 | 2013 | 2014 | 2015 | 2016 | 2017 | 2018 | 2019 | 2020 | 2021 | 2022 | 2023 | 2024 |
| ---- | ---- | ---- | ---- | ---- | ---- | ---- | ---- | ---- | ---- | ---- | ---- | ---- | ---- | ---- |
| 3º   | 4º   | 4º   | 5º   | 3º   | 1º   | 1º   | 2º   | 2º   | 3º   | n/p  | *    | 1º   | 1º   | 1º   |

n/p: No participó.   *: No hubó carnaval
     Obtuvieron primer premio
     No accedieron a la liguilla

## Referentes
- Waldemar «Cachila» Silva: Director, compositor y cantante. Nacido en 1947 en el conventillo del Medio Mundo.
- Matías Silva: primer hijo de su director, nació en 1985. A los 5 años dio sus primeros pasos con el tambor y los 18 años se hizo cargo de la cuerda de tambores.
- Wellington Silva: nacido en 1988. En el 2002 comparte la jefatura de la cuerda de tambores con Matías Silva.[2]